# 広幡町
広幡町（ひろはたちょう）は、かつて愛知県額田郡に存在した町である。
岡崎町に編入され、現在の岡崎市の中心部の北部に該当する。

## 沿革
- 江戸時代末期、この地域は岡崎藩領、寺社領などであった。
- 1889年（明治22年）10月1日 - 日名村、能見村、井田村、伊賀村が合併し、広幡村となる。
- 1895年（明治28年）5月13日 - 町制施行し、広幡町となる。
- 1914年（大正3年）10月1日 - 岡崎町に編入と同時に廃止。
- 1916年（大正5年）7月1日 - 岡崎町が市制施行し岡崎市となる。

## 学校
- 広幡尋常高等小学校（現・岡崎市立広幡小学校）

## 交通機関
- 岡崎電気軌道（後の名古屋鉄道岡崎市内線。1962年廃止）が、旧・広幡町内に延長されたのは1923年9月8日である。岡崎井田駅、伊賀町駅、八幡社駅、神明社駅、能見町駅が設置された。
- 1971年開業の国鉄岡多線（現・愛知環状鉄道）北岡崎駅は、旧・広幡町内に開設されている。

## 神社・仏閣
- 伊賀八幡宮
- 井田観音